# Henry Lincoln
Henry Lincoln, (Londres, 12 de febrero de 1930 - febrero de 2022) fue un escritor británico.

## Biografía
Henry Lincoln nació como Henry Soskin en Londres en 1930. Estudió actuación en la Real Academia de Arte Dramático. Como actor, fue un habitual de la televisión desde mediados de la década de 1950, apareciendo en programas como Our Mutual Friend, Spy-Catcher, Strange Concealments, Los vengadores, The Barnstormers, El Santo, Z Cars y Man in a Suitcase.
Comenzó a escribir en la década de 1960 escribiendo un episodio de The Barnstormers y protagonizando dos episodios. En esa década formó una sociedad con Mervyn Haisman y juntos recibieron el encargo de escribir una historia de seis partes para el segundo Doctor. El resultado fue The Abominable Snowmen, que vio al Doctor, Jamie y Victoria luchar contra The Great Intelligence y sus sirvientes robot The Yeti. La historia tuvo tanto éxito que el equipo se encargó de inmediato de escribir una secuela, esta vez trayendo al Yeti al mundo claustrofóbico del metro de Londres en The Web of Fear.
En 1969, Lincoln estaba viajando por Francia cuando se sintió intrigado por la historia local de un gran tesoro escondido en la región. Su investigación condujo a una serie de documentales para la BBC y un libro The Holy Blood and the Holy Grail que se convirtió en un éxito de ventas (1982), coescrito con Richard Leigh y Michael Baigent.
Algunas de las ideas presentadas en el libro fueron utilizadas más tarde por el autor Dan Brown en su éxito de ventas El Código Da Vinci. Un caso del Tribunal Superior contra Brown, llevado por sus coguionistas, fracasó.
Lincoln volvió al tema del antiguo tesoro escondido en una serie llamada El secreto, que se proyectó en 1993.
En 2003, Lincoln recibió el título de Caballero Honorario en la orden Militi Templi Scotia, en reconocimiento a su trabajo en los campos de la geometría sagrada y la historia templaria.

## Publicaciones
El enigma sagrado del cual es coautor junto a Michael Baigent y Richard Leigh es un libro publicado en español por la editorial Martínez Roca (en España). El título original, The Holy Blood and the Holy Grail, fue publicado en 1982, por Jonathan Cape, en Reino Unido.